# Vaya tropa
Vaya tropa fue un programa español de humor producido por Plural Entertainment y emitido en Cuatro de lunes a jueves a las 21:00, presentado por Arturo Valls y Cristina Urgel. El programa fue la versión nacional del exitoso programa de la ETB Vaya semanita. Se empezó a emitir en diciembre de 2009, pero en febrero de 2010 fue cancelado por las malas audiencias. Sin embargo, en el canal La Siete han emitido reposiciones de episodios anteriores.

## Secciones
- El día a día de Arturo (durante la emisión semanal La semana de Arturo)

De lunes a jueves, Arturo Valls repasa la actualidad y cuenta un poco de su vida personal.
- Antes y ahora

Se analiza una situación actual, comparándola con las reacciones que se tenían en el pasado.
- Cuentos reales

Una parodia del rey Juan Carlos I, explicando la realidad política, social y económica a sus nietos, a modo de cuento.
- Cristina Urgel

Presentación de un sketch sobre situaciones cotidianas, como la vida en pareja, lo cara que está la vida, las hipotecas....
- The Jonathan Brothers

El programa finaliza con esta serie de sketch sobre tres hermanos gitanos (parodia de los Jonas Brothers).

## Presentadores / actores
Arturo Valls se encargaba de dar paso a los sketches además de participar en algunos de ellos, también realizaba una sección llamada La semana de Arturo, llamada El día a día de Arturo al pasar a emitirse de lunes a jueves, en donde comentaba la actualidad, además de lo referente a la vida personal. El actor y presentador había quedado libre y decidieron que quería contratarle como presentador. Finalmente Valls fue contratado el 16 de octubre de 2009, él mismo afirmó que aceptó el proyecto al gustarle el "puntito cabroncete" que tenía Vaya semanita.
Cristina Urgel, además de actuar en varios sketches presentaba una sección en la que parodiaba situaciones cotidianas de la vida. Urgel venía de trabajar como reportera en el programa Sé lo que hicisteis..., donde tenía contrato hasta diciembre de 2009, pero decidió ejercer como actriz, algo que le gustaba hacer, y le parecía muy sufrido su trabajo como reportera. Mariam Hernández se encarga de presentar el programa junto con Arturo Valls y actuaba en algunos sketches.
Jota era una cabra animada que actuaba en tiempo real y se encargaba de una sección donde criticaba temas de actualidad. Además de los antes mencionados participaron de manera regular en el programa Adolfo Pastor, Alejandro Cano, José Burgos, José Troncoso, Raúl Pérez, Pablo Viña y Maribel Salas (quien actuó durante algún tiempo en Vaya semanita).

## Desarrollo
Tras el acuerdo de las productoras, Pausoka, quien hizo la misma función en Vaya semanita, y Plural Entertainment, se hizo un piloto para la cadena Cuatro. El director del programa original, Javier García de Vicuña, decidió realizar la misma función en la adaptación al parecerle interesante poder extender la idea original a un núcleo más amplio. Los directivos de la cadena quedaron satisfechos y Elena Sánchez, directora de contenidos de la cadena, decidió poner al programa como la seña de identidad de la cadena. Los colaboradores del programa no se conocieron hasta el rodaje de la promoción, que fue preciso realizar varias veces porque en ella todos aparecían completamente desnudos y la cadena no podía mostrarlos de semejante manera. La promoción consistió en un vídeo donde los actores se desnudaban, simbolizando así la crisis, mientras cantaban una parodia de In the Navy.
Durante la emisión semanal se realizaba un programa semanal y, para ello, contaban con un grupo de guionistas formado por seis personas para conseguir ideas, además las dos productoras podían rechazar algunos sketches que no les gustasen. Con la llegada de la emisión diaria, se contrató a seis guionistas más para poder realizar los cuatro programas semanales y una jornada laboral hasta las siete de la tarde, a pesar de ello se tuvieron que utilizar sketches rechazados en la emisión diaria. Además el presentador, Arturo Valls, sólo podía trabajar porque tenía otros proyectos en marcha, lo que empeoró aún más la situación.

## Audiencias
| Temporada | Temporada | Episodios | Estreno                 | Final                 | Audiencia media | Audiencia media | Audiencia media |
| Temporada | Temporada | Episodios | Estreno                 | Final                 | Espectadores    | Cuota           |                 |
| --------- | --------- | --------- | ----------------------- | --------------------- | --------------- | --------------- | --------------- |
|           | 1         | 5         | 20 de diciembre de 2009 | 17 de enero de 2010   | 1 505 000       | 7,6%            |                 |
|           | 2         | 16        | 1 de febrero de 2010    | 26 de febrero de 2010 | 603 000         | 3,7%            |                 |
| Total     | Total     | 21        | 2009                    | 2010                  | 1 054 000       | 5,6%            |                 |

## Recepción

### Audiencia
Su estreno, producido el domingo 20 de diciembre de 2009, tuvo una audiencia media de 2.493.000 espectadores y un 12.5% de cuota de pantalla, pero poco a poco fue perdiendo audiencia, además de tener desde el 17 de enero de 2010 un nuevo competidor, La escobilla nacional, que haría que disminuyese más la audiencia hasta la cifra de 1 117 000 espectadores y un 5,5% de cuota a finales del mismo mes.
A partir del 1 de febrero de 2010 dejó de emitirse semanalmente y pasó a hacerlo de lunes a jueves,, emitiéndose frente a los telediarios de las otras cadenas. Sin embargo los resultados fueron aun peores y la cadena optó por cancelarla, su última emisión se produjo el 26 de febrero del mismo año.

### Crítica
Francisco Andrés Gallardo, del Diario de Sevilla, valoró negativamente el programa afirmando que debería durar media hora menos y que los sketches deberían intercalarse solos, ya que Arturo Valls hacía presentaciones, junto a Jota, sin ninguna gracia. Aun así, valoró positivamente las interpretaciones de Cristina Urgel y los guiones. Juan Cruz de El País afirmó que el estreno del programa estaba bien afirmando que desnudaba a los personajes más importantes, pero que se tenía que mejorar.
José Javier Esparza afirmó en El Comercio que el motivo de su cancelación era que, pese a estar bien realizado técnicamente, carecía del humor que hubiera debido ser la base del programa, argumentando que la productora debió gastar más en la realización de guiones y menos en el apartado de producción. Kiko García, quien trabajó en el programa realizando los guiones, afirmó, sin embargo, que el programa acabó siendo malo, pero no debido a los guiones.